# Jean Evrard Kouassi
Jean Evrard Kouassi (N'Damien, 25 september 1994) is een Ivoriaans voetballer die bij voorkeur als vleugelaanvaller speelt. Hij verruilde in januari 2017 Shanghai SIPG voor Wuhan Zall.

## Clubcarrière
Kouassi speelde in eigen land bij Jeunesse Sportive de Bassam en Moossou FC. In januari 2013 tekende hij na een testperiode een driejarig contract bij het Kroatische HNK Hajduk Split. Hij debuteerde op 16 februari 2013 tegen NK Slaven Belupo. Op 21 april 2013 scoorde hij opnieuw tegen NK Slaven Belupo. Daarmee scoorde hij het 4000e competitiedoelpunt van Hajduk Split. Op 22 mei 2013 had hij met een doelpunt en een assist een groot aandeel in de gewonnen bekerfinale van NK Lokomotiva Zagreb. Begin 2015 vertrok Kouassi naar de Chinese voetbalclub Shanghai SIPG. De Kroatische club kreeg voor de transfer 2,5 miljoen euro, waarvan 1,6 miljoen euro direct naar de voetbalclub ging. HNK Hajduk Split had baat bij de transfer, aangezien de Kroatische eersteklasser door een moeilijke financiële tijd ging.

## Statistieken
| Seizoen                          | Club             | Land    | Competitie         | Wed. | Goals |
| -------------------------------- | ---------------- | ------- | ------------------ | ---- | ----- |
| 2012/13                          | HNK Hajduk Split | Kroatië | Prva HNL           | 13   | 2     |
| 2013/14                          | HNK Hajduk Split | Kroatië | Prva HNL           | 30   | 5     |
| 2014/15                          | HNK Hajduk Split | Kroatië | Prva HNL           | 16   | 6     |
| 2014/15                          | Shanghai SIPG    | China   | China Super League | 18   | 4     |
| 2015/16                          | Shanghai SIPG    | China   | China Super League | 27   | 8     |
| 2016/17                          | Wuhan Zall       | China   | China League One   | 23   | 7     |
| 2017/18                          | Wuhan Zall       | China   | China League One   | 26   | 15    |
| 2018/19                          | Wuhan Zall       | China   | China Super League | 23   | 12    |
| 2019/20                          | Wuhan Zall       | China   | China Super League | 16   | 7     |
| Totaal                           | Totaal           | Totaal  | Totaal             | 192  | 66    |
| Bijgewerkt tot 17 december 2020. |                  |         |                    |      |       |

## Interlandcarrière
Kouassi nam met Ivoorkust -17 in 2011 deel aan het Afrikaans voetbalkampioenschap onder 17 jaar en het WK -17 in Mexico. 